# 1967年世界博覽會
1967年世界博覽會，正式名稱為67年世博會（Expo 67），又稱蒙特婁世博會，是於1967年4月28日至10月27日在加拿大蒙特利爾舉行的世界博覽會，也是加拿大建國100週年紀念活動的一部分，主題是「人類與世界」。共有62國參加。在183天的會期內有5,031萬人參觀。它被認為是最成功的20世紀的世界博覽會。
本屆博覽會原計畫在莫斯科舉行，以幫助蘇聯慶祝俄羅斯革命50週年；然而，由於種種原因，蘇聯决定取消，加拿大在1962年底被授予。
這個項目起初在加拿大沒有得到很好的支持。蒙特婁市長讓·德拉波和一個新的管理團隊下定决心，帶領蒙特婁度過了政治、物質和時間上的障礙。儘管電腦分析認為這是不可能的，但博覽會還是準時開幕了。
1967年10月，蒙特婁世博會結束後，該遺址和大部分展館繼續舉辦名為「人類與世界」的展覽，在1968年至1984年的夏季期間開放。到那時，大多數原本不打算在原展覽之後繼續使用的建築已經變質並被拆除。今天，舉辦世界愽覽會的島嶼主要用作公園和娛樂用途，只有蒙特婁世博會留下的幾處建築表明該活動是在那裡舉行的。

## 歷史

### 背景
主辦1967年世界愽覽會的想法可以追溯到1957年。“我相信是塞維格妮上校第一次讓我盡我所能，把加拿大選定為1967年國際博覽會的舉辦地。” 蒙特婁市長薩爾托·福尼爾支持這一提議，允許加拿大申辦國際展覽局（BIE）。1960年5月5日，國際展覽局在巴黎舉行會議，經過五輪投票，奧地利和加拿大的投標被淘汰，莫斯科獲得了博覽會的主辦權。
 1962年4月， 由於資金問題和安全考量，蘇聯取消了舉辦博覽會的計劃。 蒙特婁的新任市長讓·德拉波說服加拿大政府再次嘗試舉辦博覽會，他們做到了。1962年11月13日， BIE將世博會的地點改為加拿大，1967年世博會繼續成為BIE認可的第二大參展國，僅次於在法國的第五屆巴黎世博會。（該世博會現在排名第四，被大阪萬國博覽會和上海世博會超越。）
幾個地點被提議作為世博會的主要場地。考慮的一個地點是皇家山公園，位於市中心以北。 但在聖勞倫斯河上建造新島嶼並擴大現有聖海倫島是德拉波的想法。這一選擇克服了蒙特婁周邊市政當局的反對，也阻止了土地開發商機。

### 關鍵人物
蒙特婁世博會起步並不順利；1963年，多位組委會高層官員辭職。辭職的主要原因是市長德拉波選擇在現有聖海倫島周圍新建島嶼的地點，而且電腦程序預測該事件不可能及時建造。 大規模辭職的另一個更可能的原因是，1963年4月22日，加拿大聯邦政府自由黨總理萊斯特·皮爾遜掌權。這意味著前總理約翰·迪芬貝克的進步保守黨政府任命的1967年世界博覽會加拿大公司董事會成員可能被迫辭職。
加拿大外交官皮埃爾·杜普伊在迪芬貝克任命的保羅·比恩韋努（Paul Bienvenu）於1963年辭職後被任命為總幹事。 總幹事的主要職責之一是吸引其他國家在世博會建館。 杜普伊將在1964年和1965年的大部分時間裡招攬125個國家，在國外的時間比在加拿大的時間花得多。 杜普伊的“一臂之力”是羅伯特·弗萊徹·蕭，他是公司的副總裁兼副總裁。 並還取代了迪芬貝克任命的副局長C.F.卡爾斯萊（C.F.Carsley）。 蕭是一位專業的工程師和建造師，為展覽的整體搭建而廣受讚譽。 杜普伊聘請安德魯·克尼瓦瑟（Andrew Kniewasser）為總經理。這個管理團隊後來被稱為“Les Durs”，譯為硬漢，他們負責創建、建造和管理世博會。 “Les Durs”包括：讓-克洛德·德洛姆（Jean-Claude Delorme），公司法律顧問兼秘書；（Dale Rediker），財務總監；愛德華丘吉爾上校（Colonel Edward Churchill），安裝總監；菲利普·德·加斯佩·博比安，被稱為“世博會市長”的運營總監；皮埃爾·德·貝勒弗耶（Pierre de Bellefeuille），參展商總監；以及信息、廣告和公共關係總監伊夫茉莉（Yves Jasmin）。首席建築師歐杜爾·菲塞特（Édouard Fiset）加入了這個團隊。所有十人都被加拿大政府授予加拿大勳章、杜普伊和蕭的同伴以及其他人也獲得了軍官勳章。
茉莉用法語寫了一本書《67年世博會的小歷史》La petite histoire d'Expo 67，講述了他在世博會45個月的經歷，並創建了67年世博會基金會（可在網站上以該名稱獲得）以紀念未來的活動世代。
正如歷史學家皮埃爾·伯頓所說，加拿大法語和英語社區之間的合作“是世博會成功的秘訣——‘魁北克人的天賦，英裔加拿大人的實用主義。’” 不過，伯頓也指出，這是對民族陳規定型觀念的過度簡化。可以說，世博會確實在短時間內架起了“兩個孤獨者”的橋樑。

### 蒙提貝羅會議主題
1963年5月，一群著名的加拿大思想家——包括 加拿大國家美術館 館長艾倫·賈維斯 (Alan Jarvis)；小說家休·麥克倫南和加布里埃爾·羅伊；約翰·圖佐·威爾遜，地球物理學家；和城市規劃師克勞德·羅比拉德（Claude Robillard）在蒙提貝羅的主權俱樂部 會面了三天。 主題“人類與世界”是基於1939年由安托万·德圣埃克絮佩里出版的名為Terre des Hommes（譯為《人的大地》）的書。在羅伊對67年世博會公司的書的介紹中，題為“Terre des Hommes/Man and His World”，她闡明了主題：
在他的令人難以忘懷的書《人的大地》中，充滿了對未來的夢想和希望，安托万·德圣埃克絮佩里寫道，當他第一次獨自在夜間飛越阿根廷時，他是多麼的感動。注意到在他下方幾乎空曠的平原上散佈著幾盞閃爍的燈光。它們“到處閃爍，像星星一樣孤獨。 ...”事實上，意識到自己的孤獨可以讓我們洞察他人的孤獨。它甚至可以使我們相互吸引，好像是為了減輕我們的痛苦。沒有這種不可避免的孤獨，人與人之間會不會有任何融合、任何柔情。

德圣埃克絮佩里對萬物的孤獨感和人類對團結的需要有了更高的認識，這讓他深受感動，他找到了一個短語來表達他的痛苦和希望，它既簡單又富有意義。由於這句話在多年後被選為67年世博會的管理理念，因此該公司邀請了來自各行各業的一群人對其進行反思，並了解如何將其賦予有形的形式。——加布里埃爾·羅伊
主辦方還為「人類與世界」創作了17個主題元素：

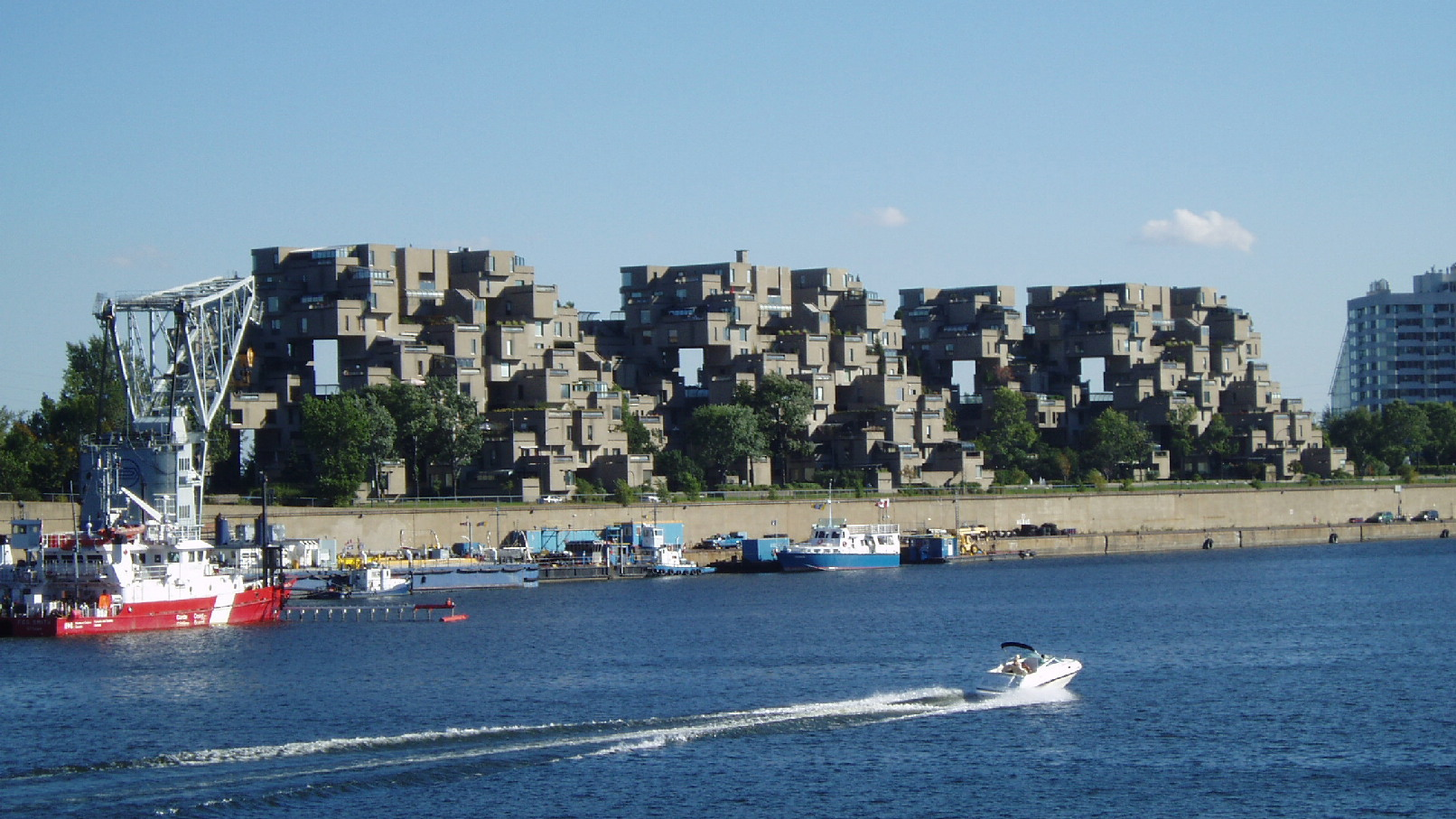
棲息地67，為1967年世博會主辦場館

- 杜邦公司（加拿大）禮堂：在這個擁有372個座位的館廳裡，展示和強調了主題展品的哲學和科學內容。[24]
- 棲息地67
- 世博會迷宮
- 人類與健康（Man and his Health）
- 人類的社區（Man in the Community）
- 人類的探險家（Man the Explorer）: 人類，他的星球和空間；人類與生命；人類與海洋；人類與極地
- 人類造物主（Man the Creator）：美術館；當代雕塑；工業設計；攝影。
- 人類的創造（Man the Producer）：人類的資源；人類在控制；進步。
- 人類的造福（Man the Provider）

### 施工開始
施工於1963年8月13日開始，由市長德拉波在停泊在聖勞倫斯河的駁船上舉行了精心設計的儀式。 儀式上，當總理萊斯特·皮爾遜拉動一個槓桿，示意前端裝載機傾倒第一批填料以擴大“聖海倫島”時，施工開始了, 和魁北克省長讓·勒薩熱用推土機剷平。 
在建造島嶼所需的2500萬噸填料中，10到12%來自蒙特婁地鐵的挖掘，這是一個在世博會授予蒙特婁之前已經在建設中的公共工程項目。 其餘的填充物來自蒙特婁和南岸的採石場，但即使如此也不夠，因此在兩個島上都添加了水體（湖泊和運河）以減少所需的填充量。世博會初期建設期主要圍繞擴大聖海倫島、打造聖母島的人工島、加長和擴大成為勒阿弗爾市的麥凱碼頭。雖然施工仍在繼續，但從蒙特婁港升起的土地尚未歸世博公司所有。1964年6月20日，在最後的土堆完成島嶼後，舉辦博覽會的場地正式從蒙特婁市轉移到公司。 這讓丘吉爾上校只有1042天的時間來完成開幕日的一切建設和運作。為了及時構建世博會，丘吉爾使用了當時稱為關鍵路徑方法 (CPM) 的新項目管理工具。 1967年4月28日，開幕當天，一切都準備好了，只有一個例外：棲息地67，它當時作為一項進行中的作品展出。
建造和擴大島嶼，以及建造新的協和橋以將它們與特定地點的公共交通系統蒙特婁世博會快線連接起來，加上一個船碼頭，成本高於聖羅倫斯海道項目僅在五年前完成：甚至在任何建築物或基礎設施建成之前。 隨著建設的初始階段完成，很容易理解為什麼世博會的預算會超出任何人的預期。1963年秋天，世博會的總經理安德魯·克尼瓦瑟 (Andrew Kniewasser) 提出了總體規劃和1.67億美元的初步建設預算：到1967年將激增至超過4.39億美元。該計劃和預算在皮爾遜聯邦內閣中以微弱優勢通過投票，一票通過，1963年12月23日正式提交。

### 標誌
該標誌由蒙特婁藝術家朱利安·赫伯特（Julien Hébert）設計。 標誌的基本單位是古代人的象徵。兩個符號（“人”的象形圖）相互連接以代表友誼。該圖標以圓形排列重複，代表“世界各地的友誼”。 標識是小寫Optima字體。它沒有得到聯邦政客的一致支持，因為他們中的一些人試圖通過加拿大下議院的動議來抵制它。

### 主題曲
67年世博會官方主題曲由斯特凡納·維內作曲，標題為：《Hey Friend, Say Friend/Un Jour, Un Jour》。 有人抱怨這首歌的適合性，因為它的歌詞既沒有提到蒙特婁，也沒有提到67年世博會。 這首歌是從來自35個國家的2200多個參賽作品的國際比賽中選出的。
然而，大多數加拿大人與世博會相關的歌曲是由鮑比·金比創作的，他是一位資深的商業歌曲作家，他創作了流行的百年紀念曲《CA-NA-DA》。 金比比贏得了加拿大“吹笛人”的稱號。
用於加拿大館的主題曲“Something to Sing About”是為1963年的電視特別節目而創作的。 安大略館也有自己的主題曲：《A Place to Stand, A Place to Grow》，這首歌已經發展成為該省的非官方主題曲。

### 世博會開幕式
正式開幕式於 1967 年 4 月 27 日星期四下午舉行。 這些儀式是在萬國廣場舉行的邀請活動。 加拿大的總督羅蘭·米切納，在皮爾遜總理點燃世博會聖火後宣布展覽開幕。 現場有7000多家媒體和包括53位國家元首在內的受邀嘉賓。 超過 1,000 名記者報導了此次活動，以NTSC彩色廣播，通過衛星向全球超過7億觀眾和聽眾進行直播。
1967年4月28日星期五上午，67年世博會以太空時代式倒計時形式向公眾開放。 接待廣場（Place d'Accueil）的一大群人參加了原子鐘控制的倒計時，該倒計時在美國東部時間上午9:30展覽開幕時結束。 據估計，開幕當天有31萬至33.5萬名遊客到場，而預期的人數為20萬。 第一個穿過接待廣場世博會大門的人是來自芝加哥的41歲爵士鼓手阿爾·卡特（Al Carter），他的成就得到了67年世博會運營總監菲利普·德·加斯佩·博比安的認可。 博比安向卡特贈送了一塊金錶，以表彰他的壯舉。
開幕當天，英國館女招待的製服受到了相當多的評論。 這些連衣裙設計為當時新的迷你裙款式，一年前由玛丽·奎恩特推廣。
為配合67年世博會的開幕，加拿大郵局部門發行了一枚5美分的郵票紀念博覽會，由哈維·湯馬士·普羅瑟（Harvey Thomas Prosser）設計。

### 娛樂和貴賓招待
在67年世博會上舉辦的世界藝術和娛樂節有美術館、歌劇院、芭蕾舞團和戲劇公司、管弦樂隊、爵士樂隊、加拿大著名流行音樂人和其他文化景點。 許多展館都有音樂和表演舞台，遊客可以在那裡找到免費的音樂會和表演，包括烏克蘭舒姆卡舞者（Ukrainian Shumka Dancers）。 米雪琳·萊根德與世博會一起組織了加拿大第一個木偶節。 大部分特色娛樂活動在以下場所舉行：藝術廣場、世博劇院、萬國廣場、拉龍德遊樂園和汽車體育場。
拉龍德遊樂園一直旨在成為博覽會的永久遺產。它的大部分遊樂設施和攤位都是永久性的。當世博會場每晚在晚上10:00左右關閉時，遊客仍然可以參觀於凌晨2:30關閉的拉龍德遊樂園。
此外，《艾德·蘇利文秀》於5月7日至21日從67年世博會現場直播。演出明星包括美國的至上女聲組合、英國的佩圖拉·克拉克 和澳洲的尋求者樂團。
另一個吸引人的地方是在蒙特婁汽車體育場的1967年加拿大武裝部隊紋身。
當時許多最著名的人都參觀了博覽會，包括加拿大君主、女王伊麗莎白二世、林登·詹森、摩納哥王妃葛麗絲·凱莉、賈桂琳·甘迺迪、羅伯特·甘迺迪、衣索比亞皇帝海爾·塞拉西一世、法國總統戴高樂、平·克勞斯貝、哈里·貝拉方特、莫里斯·雪佛萊、玛哈礼希‧玛赫西‧优济和瑪琳·黛德麗。 塞隆尼斯·孟克、死之華、小提姆、淘金合唱團和傑佛森飛船等音樂家為觀眾帶來了歡樂。

### 爭議問題
儘管它取得了成功，但也存在問題：魁北克解放陣線武裝分子曾威脅要破壞展覽，但在此期間沒有活動。越南戰爭抗議者在4月28日開幕當天舉行糾察。美國總統林登·詹森的訪問成為戰爭抗議者的焦點。古巴館將被反卡斯楚勢力摧毀的威脅沒有實現。 6月，中東的以阿衝突在六日戰爭中再次爆發，導致科威特退出博覽會以抗議西方國家應對戰爭的方式。 在本次世博會期間，法國的戴高樂總統在訪問時曾公開發言「自由魁北克万岁！」（Vive le Québec libre! ），引發法國和加拿大之間的外交問題。
9月，最嚴重的問題是30天的公交罷工。到7月底，據估計，世博會的參觀人數將超過6000萬，但罷工嚴重削減了參觀人數和收入數字，正當世博會即將結束之際。 另一個超出世博會管理層控制的主要問題是賓客住宿。Logexpo旨在引導遊客到蒙特婁地區的住宿，這通常意味著遊客將住在他們不熟悉的人的家中，而不是傳統的酒店或汽車旅館。蒙特婁民眾向成千上萬的客人開放了他們的家。不幸的是，對於一些遊客來說，他們有時會被送到不太受人尊敬的場所，在那裡經營者充分利用了旅遊業。Logexpo的管理被拒絕參加世博會，由魁北克省當局管理。儘管如此，世博會因引導遊客到這些場所而受到大部分指責。但總的來說，從蒙特利爾以外的地方參觀世博會仍然被認為是划算的。

### 世博會閉幕式

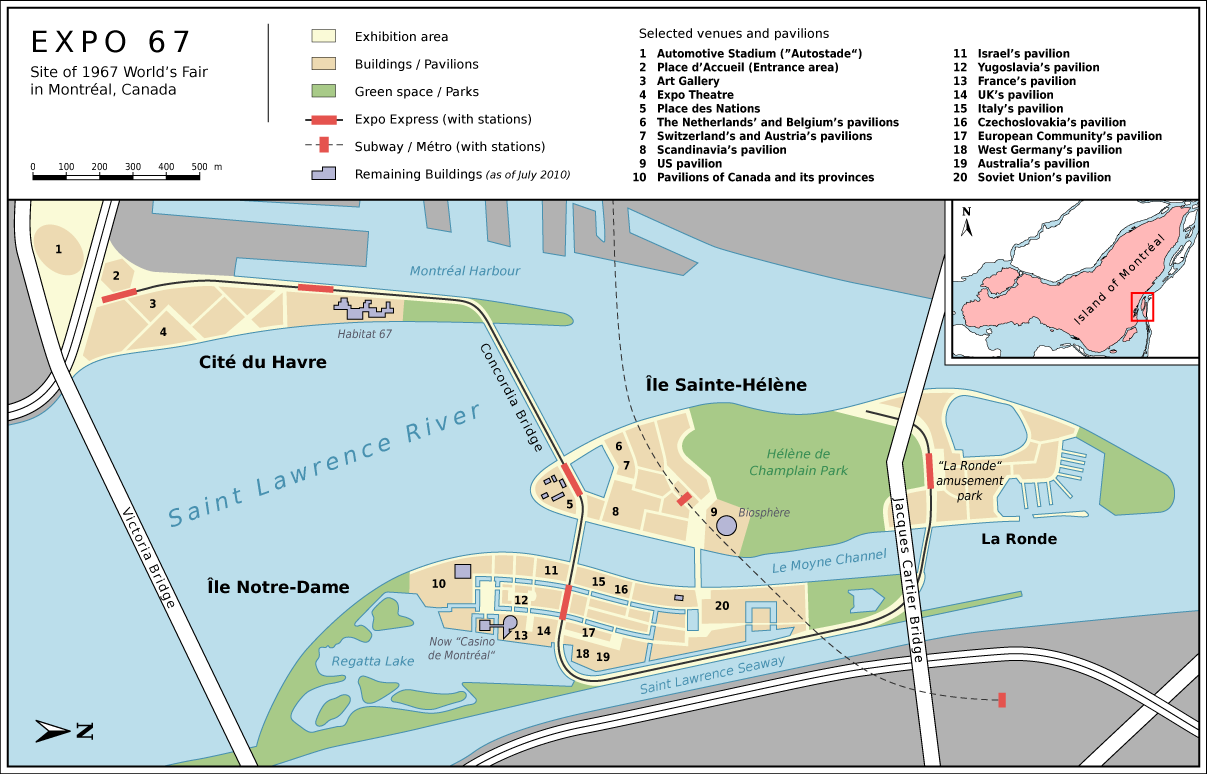
67年世博會平面圖，俯瞰顯示90個展示廳的其中20個參展國展示廳

67年世博會於1967年10月29日星期日下午閉幕。該博覽會原定提前兩天閉幕，但國際展覽局（BIE）授予的兩天延期允許它在周末繼續進行。在加拿大人口只有2000萬的時候，參加67年世博會的人數超過5000萬人次，最後一天又增加了221,554名遊客（總計54,991,806名遊客），創下了世博會的人均出席人數記錄，這一記錄至今仍保持不變。
從下午2:00開始，世博會專員皮埃爾·杜普伊主持了頒獎儀式，參與國和組織獲得了金獎和銀獎，並主持了按照升起相反順序降下國旗的儀式，加拿大國旗先降，最後再降是尼日國旗。 在皮爾遜總理澆上世博聖火後，總督羅蘭·米切納在萬國廣場閉幕，他悲痛欲絕地自發告別：“我非常遺憾地宣佈，1967年的世界性和國際性展覽已經正式結束。” 所有遊樂設施和迷你鐵路於下午3:50關閉，世博會場地於下午4:00關閉，最後一班蒙特婁世博會快線開往接待廣場。 一場持續一個小時的煙花匯演是世博會的閉幕式。
世博會的財務表現好於預期。世博會旨在產生赤字，由聯邦、省和市各級政府共同承擔。明顯好於預期的出勤收入將債務減少到遠低於最初的估計。以1967年加元計算的最終財務統計數據為：收入為221,239,872美元，成本為431,904,683美元，赤字為210,664,811美元。

## 參展國

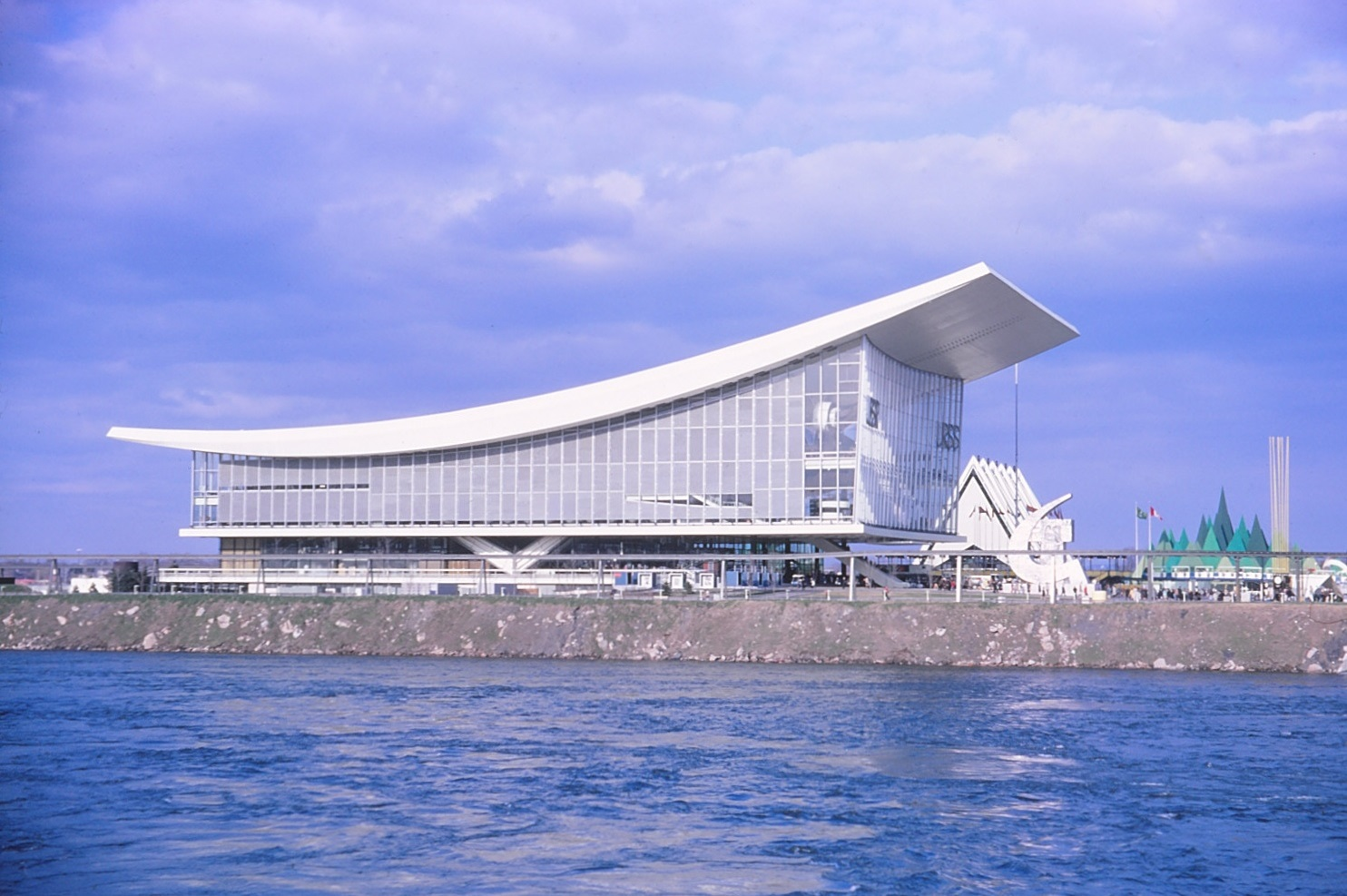
造訪人數最多的展示廳—蘇聯館；67年世博會蘇聯館在博覽會閉幕後被拆除，搬到莫斯科成為全俄展覽中心的莫斯科館

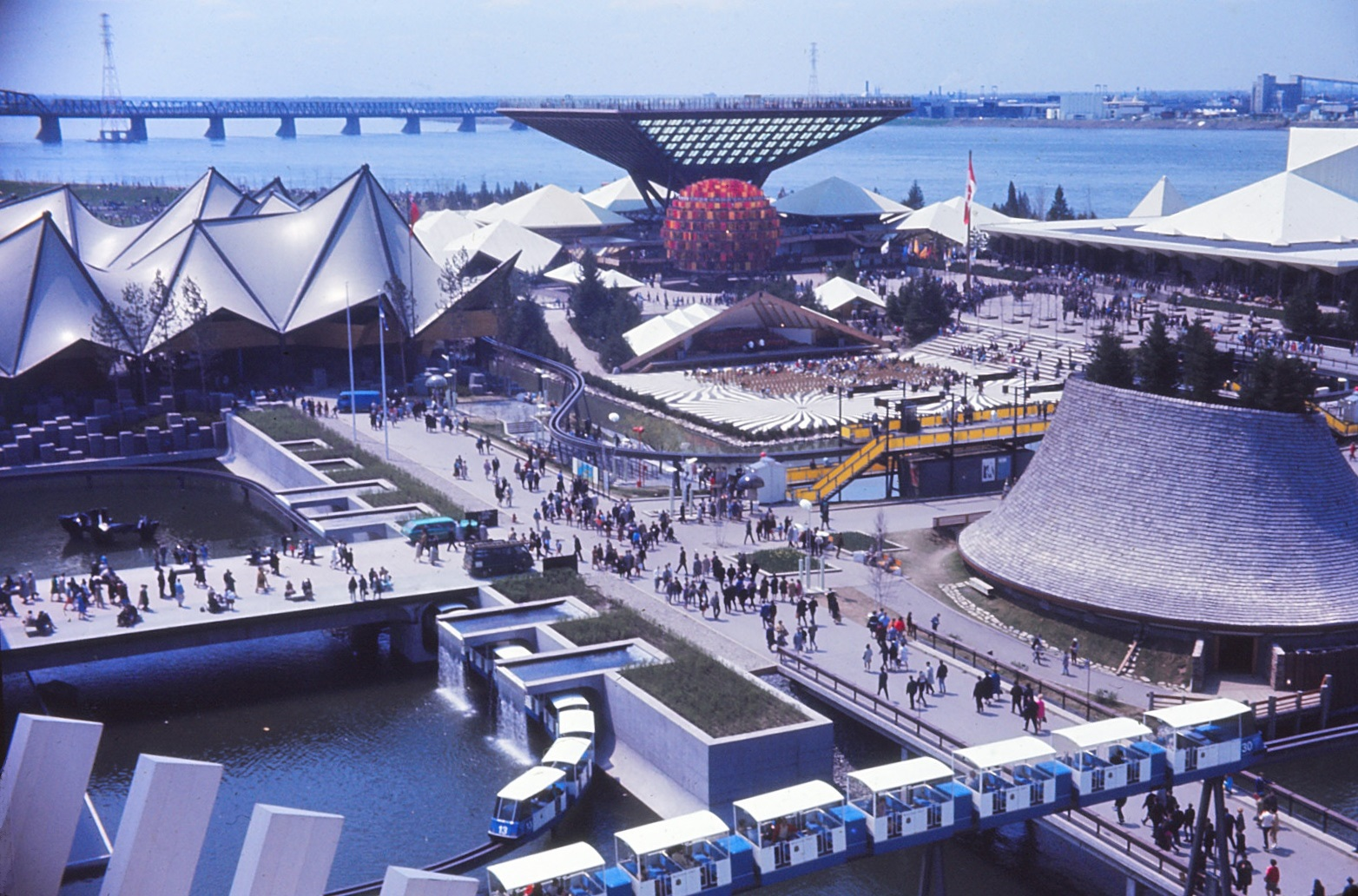
造訪人數第二大的展示廳—加拿大館，與安大略省和西部省館一起展示

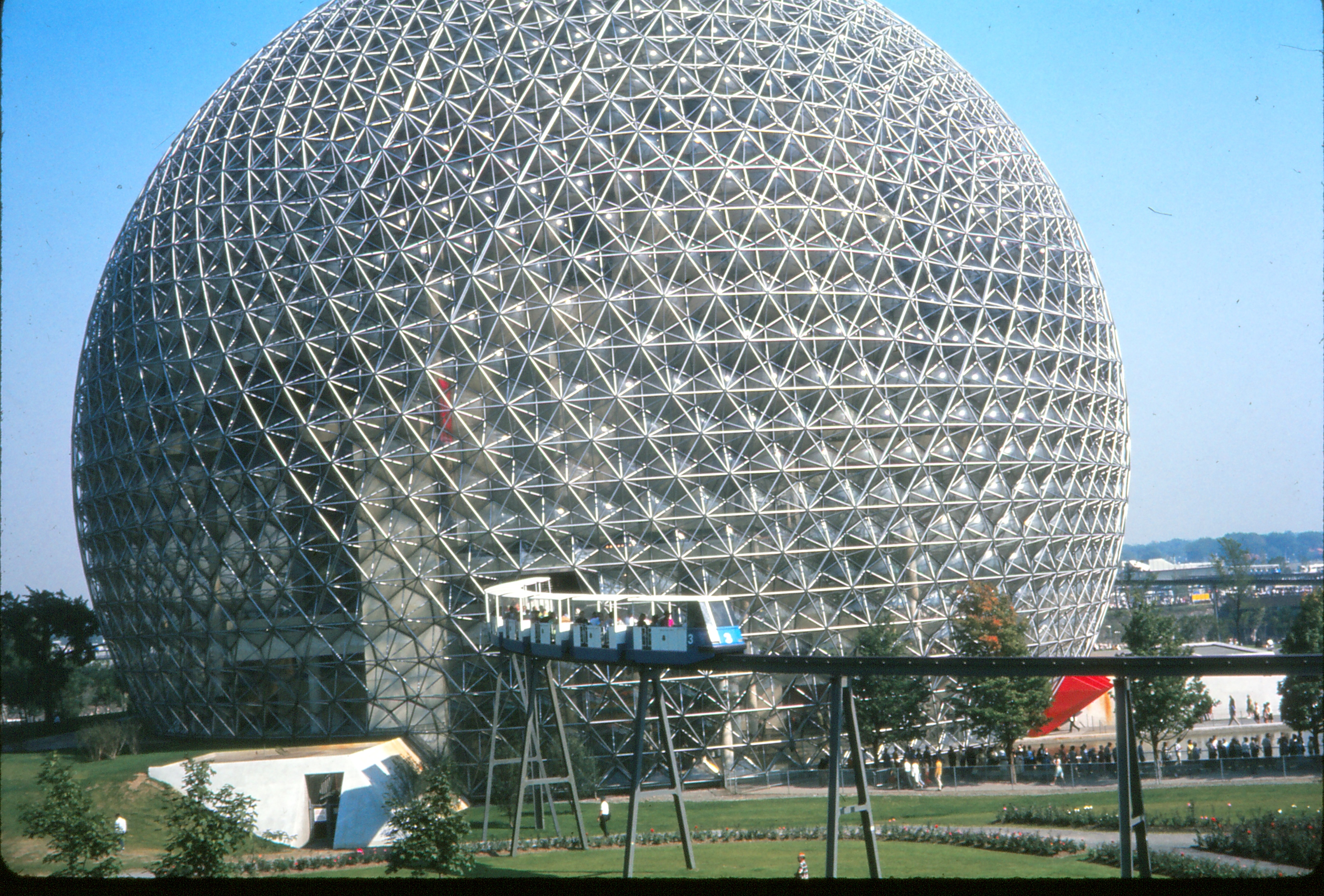
造訪人數量第三大的展示廳—美國館（搭配迷你鐵路）

67年世博會展出了90個展示廳，代表了人類及其世界主題、國家、企業和行業，包括美國館，由巴克敏斯特·富勒設計的網格球頂。67年世博會還展出了由建築師摩西·薩夫迪設計的棲息地67模組化住宅綜合體，該綜合體後來被私人購買，現時仍在使用。
最受歡迎的展示廳是蘇聯館。它吸引了大約1300萬遊客。 排名前五的展館依次為：加拿大館（1100萬遊客）、美國館（900萬）、法國館（850萬）和捷克斯洛伐克館（800萬）。
以下參展國家的有：
| 非洲           | 阿尔及利亚， 喀麦隆、 ， 刚果共和国、 衣索比亞、 马达加斯加、 摩洛哥、 模里西斯、 尼日尔、 卢旺达、 塞内加尔、 坦桑尼亚、 多哥、 突尼西亞、 乌干达、 阿拉伯聯合共和國（今埃及） |
| 亞洲           | 緬甸、 錫蘭、 中華民國（台灣）、 大韓民國、 科威特、 印度、 伊朗、 以色列、 日本、 泰國                                                                                         |
| 大洋洲         | |
| 歐洲           | 奥地利、 比利时、 捷克斯洛伐克、 丹麦、 芬兰、 法國、 西德、 希腊、 冰島、 義大利、 摩納哥、 荷蘭、 挪威、 瑞典、 瑞士、 英国、 苏联、 南斯拉夫                                 |
| 南美洲         | 、 委內瑞拉 |
| 北美洲和中美洲 | 、 加拿大、 古巴、 格瑞那達、 海地， 牙买加、 墨西哥、 千里達及托巴哥、 美国 |

很明顯缺席的國家有 西班牙、 南非、 中华人民共和国和許多南美洲國家。

## 展演空間

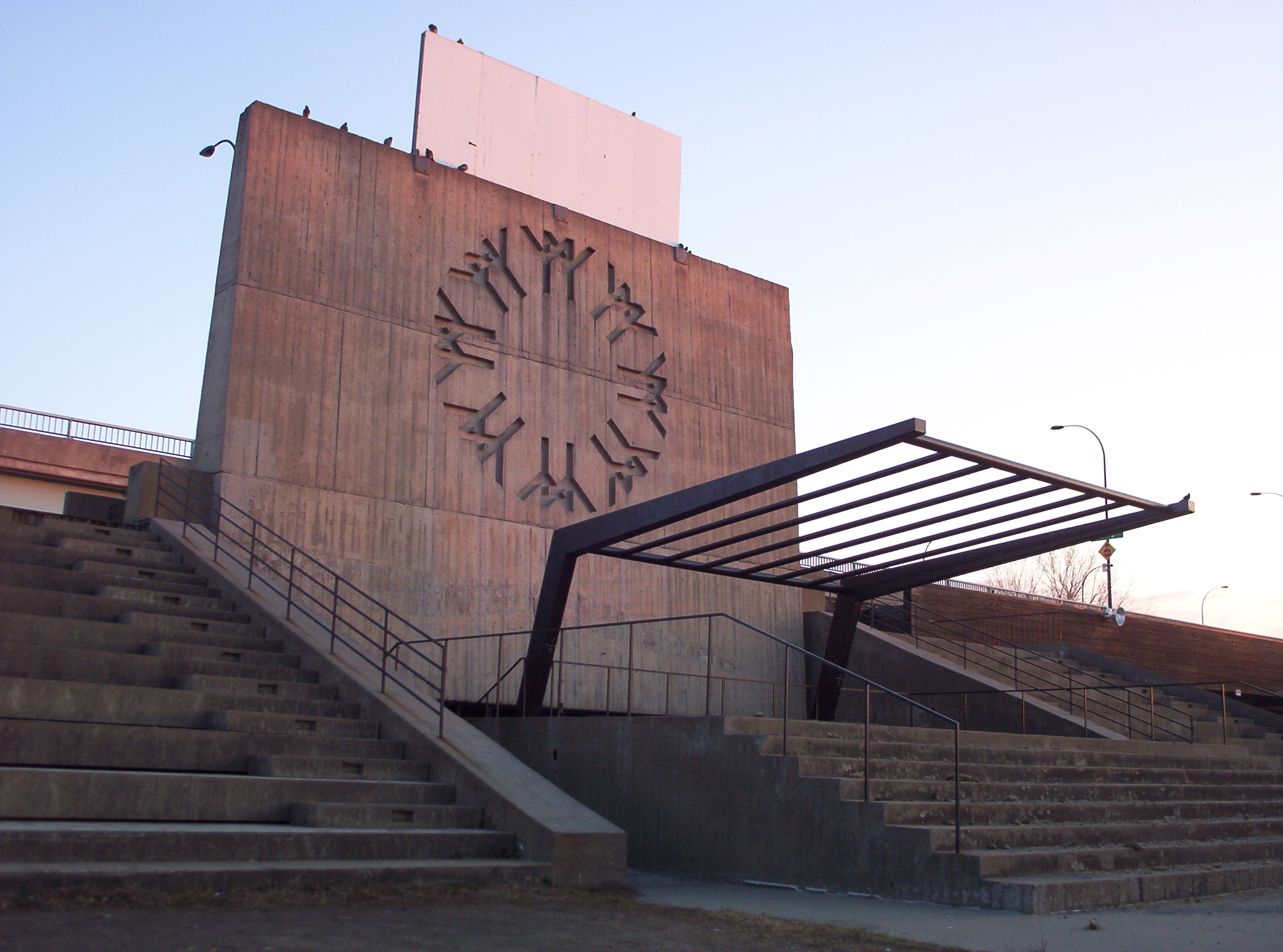
67年世博會的萬國廣場，攝於2006年

### 人類與世界展（1968年至1984年）
世博會結束後，該會場作為一個名為“人類與世界”的常設國際展館，在幾個夏季裡苦苦掙扎。然而，由於出席人數減少，該場地的物理條件惡化，越來越少的是向公眾開放。1971年結束後，整個聖母島遺址關閉，三年後圍繞著新的賽艇和短程皮划艇賽（然後是輕艇靜水競速賽）場地進行了完全重建，以供蒙特婁1976年夏季奧運會如圖舉辦。 場地、船塢、更衣室和其他建築的空間是通過拆除許多以前的亭子，並將人工湖和運河佔用的面積削减一半而獲得的。
1976年，一場大火燒毀了巴克敏斯特·富勒圓頂的壓克力外牆，前一年，安大略館因一場大火而消失。 隨著遺址年久失修，一些館廳被遺棄和破壞，它開始像一座未來都市的廢墟。
1980年，聖母島遺址重新開放（主要為蒙特婁世界園藝博覽會）使兩個島嶼同時再次參訪，雖然只是很短的時間。在此期間，在大西洋館和魁北克館舉辦了小型主題展覽。1981年結束後，聖海倫島遺址永久關閉，把大部分景點拒之門外。聖母島上只剩下少量的館廳，人類與世界得以以有限的管道繼續存在。然而，僅存的幾個原始展品在1984年永久關閉。

### 公園和倖存的遺跡

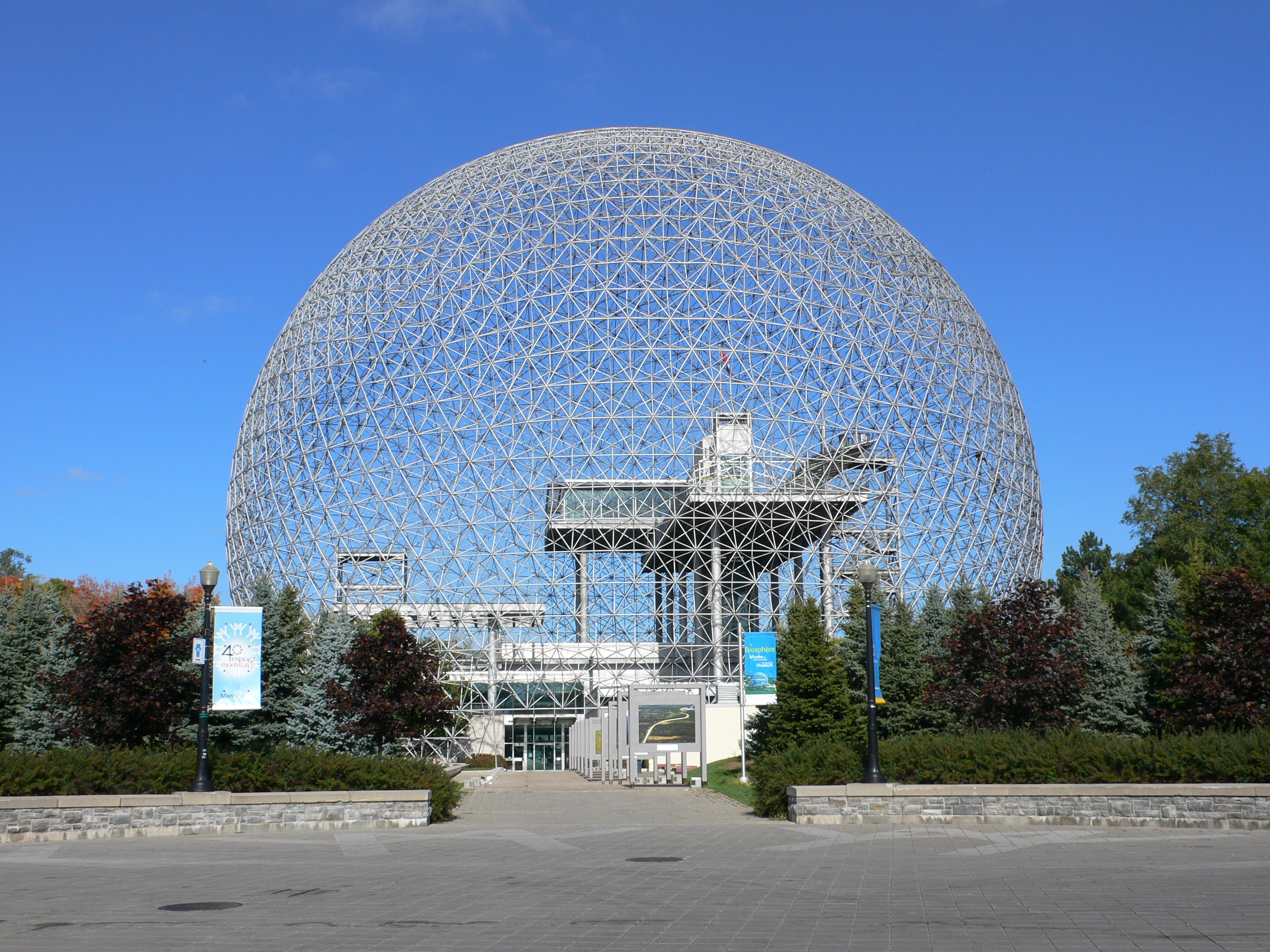
前67年世博會美國館變成了蒙特婁生物圈，聖海倫島上的生態博物館。

1985年至1987年間，“人類與世界”夏季展覽停辦，大部分館廳和遺跡被拆除，聖海倫島和聖母島的67年世博會舊址被併入市政公園由蒙特婁市運營。該公園名為離島公園（Parc des Îles），於1992年在蒙特婁建市350週年之際開放。 2000年，以市長讓-德拉波將展覽帶到蒙特婁的名字命名，公園從離島公園更名為讓-德拉波公園（Parc Jean-Drapeau）。2006年，經營公園的公司也將名稱從離島公園協會（Société du parc des Îles）更改為讓-德拉波公園協會（Société du parc Jean-Drapeau）。 如今，世博會的遺跡已所剩無幾，但在以前的世博會場地上，仍有兩座著名的建築在使用：美國館的金屬格子骨架形成了它的巴克敏斯特·富勒圓頂，現在包圍著一個名為蒙特婁生物圈的環境科學博物館； 和棲息地67，現在是一個公寓住宅。與法國館和魁北克館現在相互連接，形成了蒙特婁賭場。
加拿大館的部分結構遺跡作為凍原館（La Toundra Hall）保留下來。 它現在是一個特殊的活動和宴會廳， 而展館的另一部分則作為讓-德拉波公園的行政大樓。 （卡蒂馬維克獨特的倒金字塔和加拿大館的大部分其他部分在 1970 年代被拆除）。
舉行開幕式和閉幕式的萬國廣場仍然存在，但處於廢棄和不斷惡化的狀態。牙買加、突尼西亞和韓國館（僅屋頂）的部分遺跡以及CIBC銀行中心也倖存下來。在勒阿弗爾市，世博劇院、行政和美術建築仍然存在。其他剩餘的結構包括雕塑、燈柱和景觀。蒙特婁地鐵站貝里-魁大蒙校站在黃線的人行隧道入口上方仍然有一個帶有徽標的“人類與世界”歡迎標誌。拉龍德遊樂園倖存下來，從2001年起租給了紐約遊樂園公司六旗管理。 為世博會建造的加鋁水族館運營了幾十年，直到1991年關閉。67年世博會停車場在1970年代被改建為維多利亞短距跑道機場，這是一個短暫的試驗性短距機場。
許多當地的賽艇俱樂部都使用奧林匹克場地。 在剩下的人工湖的岸邊建造了一個海灘。聖海倫島和聖母島的西端都有許多英畝的公園和自行車道。該網站已用於許多活動，例如BIE贊助的國際花卉節“Les flories”。為67年世博會種植的幼樹和灌木現已成熟。在植物學活動中引進的植物也很繁盛。
今天聖母島上的另一個景點是吉爾·維倫紐夫賽道，這是用於加拿大大獎賽。
捷克斯洛伐克館的設計是為了拆解和出售，吸引了紐芬蘭省的興趣，儘管起初捷克斯洛伐克政府並不喜歡它的投標。1967年9月5日，捷克斯洛伐克航空523號班機從甘德國際機場起飛時墜毀，許多人被甘德的居民救出，這可能導致紐芬蘭的購買報價被公認。它被組裝為大瀑布藝術和文化中心，現在是戈登·平森特藝術中心。
紐芬蘭政府還購買了南斯拉夫館，一座三角形建築，在格蘭德銀行改建為紐芬蘭省海員博物館。
在世博會服務5號（Expo Service No. 5）上為遊客穿梭於公園周圍的少數“Vaporettos”（義大利語為水上巴士）之一倖存下來。退役後，它於1971年在夏洛特敦進行海港遊覽。它後來搬到了新斯科舍省和新不倫瑞克省。它隨後經過翻新並返回夏洛特敦。

### 世博會的後續影響
在政治和文化背景下，67年世博會被視為加拿大歷史上具有里程碑意義的時刻。 1968年，為了向展覽對這座城市產生的文化影響致敬，蒙特婁的美國職業棒球大聯盟棒球球隊博覽會（現在的華盛頓國民）以事件命名。 1967 年也是邀請世博會嘉賓夏爾·戴高樂的那一年，7月24日，他在蒙特婁大會堂向數千人發表講話，大聲喊出現在著名的詞：“蒙特婁萬歲...魁北克萬歲...自由魁北克萬歲！！”戴高樂在渥太華遭到總理萊斯特·皮爾遜的反駁：“加拿大人不需要被解放，加拿大將保持團結，並將拒絕任何破壞其團結的努力。 在隨後的幾年裡，英語圈和法語圈的社區之間的緊張關係將繼續下去。作為21世紀早期對博覽會的致敬，諷刺作家鮑澤和布魯在67年世博會上創作了一套名為《美國的巴黎》（The Paris of America）的全長音樂劇，2003年4月和5月在蒙特婁的半人馬座劇院上演了六個星期，銷售一空。
67年世博會是最成功的世界博覽會之一，至今仍受到加拿大人的喜愛。 在蒙特婁，1967年通常被稱為經濟衰退之前的“最後一個好年”，魁北克主權主義（從加拿大聯邦主義者的角度來看是負面的），基礎設施惡化和政治冷漠變得普遍。 這樣一來，它與1964至65年的1964年紐約世界博覽會有很多共同之處。2007年，一個名為2017年世界博覽會的新組織希望在蒙特婁舉辦一個規模較小的博覽會，以慶祝67年世博會50周年，並在2017年舉辦加拿大的百年紀念。 2017年世博會希望新的世界博覽會能夠重振加拿大具有里程碑意義的百年項目的精神。

### 50週年紀念
從2017年春季開始，作為67年世博會50週年慶祝活動的一部分，蒙特婁市和慶祝建市375週年慶典委員會提出了包括14項活動在內的紀念活動。
- 3月17日至10月1日，麥科德博物館推出了67年世博會時尚展（Fashioning Expo 67），這是一場聚焦世博會期間提出的時尚與美學的展覽。[79]
- 在蒙特婁當代藝術博物館（英语：Musée d'art contemporain de Montréal），尋找67年世博會展（In Search of Expo 67）展出了1967年世博會後出生的藝術家的19件藝術作品。他們的工作受到了67年世博會的啟發，並為這次活動帶來了新的亮點和願景。[80]
- 史都華博物館（英语：Fort de l'Île Sainte-Hélène）展示了67年世博會-夢想世界（Expo 67 – a World of Dreams），這是一種受67年世博會期間展示的技術創新啟發的沉浸式多媒體體驗。作為展覽的一部分，參觀者可以通過虛擬現實體驗67年世博會。[81][82]
- 蒙特婁歷史中心提出了 67年博覽會—青年和他們的世界（Explosion 67 – Youth and their World），展示了青年對67年世博會的體驗，基於檔案材料和採訪。
- Echo 67 於4月27日開始在蒙特婁生物圈展出。該展覽展示了67年世博會的環境遺產。[83]
- 蒙特婁市中心（英语：downtown Montreal）舉辦了戶外展覽和活動。2017年9月18日至30日，蒙特婁藝術廣場（英语：Place des Arts）中心展出了多屏裝置的作品《Expo 67 Live》，將67年世博會的影像投射到藝術綜合體的外表面，一些高達五層。這部27分鐘的作品由加拿大國家電影局製作，旨在營造一種身臨其境的重回世博會的感覺，同時也喚起了加拿大國家電影局在世博會上的開創性多屏製作。影片《在迷宮中（英语：In the Labyrinth (film)）》，該裝置由導演卡琳·拉諾伊-布賴恩（法语：Karine Lanoie-Brien），和勒內·切尼爾（英语：René Chénier）製作。[84]
- 2017年4月，蒙特婁大會堂為參觀者舉辦了67年世博會期間拍攝的照片展覽。
- 4月25日，驚悚紀錄片《67年世博會之不可能完成的任務（英语：Expo 67 Mission Impossible）》在梅松紐夫劇院（法语：Théâtre Maisonneuve）首映。它展示了使67年世博會成為現實的男人和女人的故事，並使用檔案鏡頭和對1967年世界博覽會的創作者的獨家採訪。電影首映是紀念1967年世界博覽會50週年的活動的一部分。[85]

在參觀這些地點並參加這些活動時，遊客可以使用電子或紙本護照來收集郵票，就像67年世博會期間的情況一樣。

## 流行文化
- 1967年在世博會拍攝的電影《小偷就是小偷》（A Thief Is A Thief）的主要部分是電視連續劇《它抓住一個賊（英语：It Takes a Thief (1968 TV series)）》的試播集。[87]
- 1970年代的電視連續劇《星際大爭霸》的一集〈來自地球的問候 下〉（Greetings from Earth Part 2）於1979年在世博會現場拍攝。世博會的結構被用來代表異世界上的一座城市，那裡的人們都被很久以前的戰爭殺死了。[88]
- 1979年的電視連續劇《25世紀的巴克羅傑斯（英语：Buck Rogers in the 25th Century (TV series)）》使用英國館的鏡頭作為未來派“新芝加哥”中的建築。
- 1979年的電影《五重奏（英语：Quintet (film)）》完全是在冬天的幾個月裡在世博會現場拍攝的，使用廢棄的展館和其他廢墟來描繪後世界末日的風景。
- 加拿大樂隊Alvvays發布了歌曲〈Dreams Tonite〉的影片，其中他們已被重製數位化插入到世博會期間拍攝的鏡頭中。[89] 樂隊在一份聲明中表示，加拿大在50年前的蒙特婁67年世博會上處於最酷的狀態。[90]
- 明日巨星合唱團（英语：They Might Be Giants）的1988年歌曲〈Purple Toupee〉包含“我大聲喊道，‘釋放67年世博會’”這一行。（原文：I shouted out, "Free the Expo '67"）[91]

## 外部連結
- Expo 1967 page at BIE（页面存档备份，存于）
- Expo 1967 page at ExpoMuseum（页面存档备份，存于）